# Medicines and Healthcare products Regulatory Agency

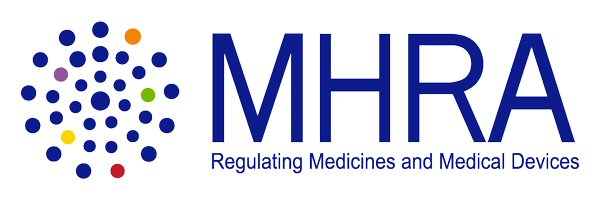
Logo

Die Medicines and Healthcare products Regulatory Agency (MHRA) ist die medizinische Zulassungs- und Aufsichtsbehörde für Arzneimittel in Großbritannien.

## Geschichte
Die MHRA ist eine ausführende Behörde des britischen Gesundheitsministeriums und ging im April 2003 aus der Fusion der Medicines Control Agency (MCA) und der Medical Devices Agency (MDA) hervor.

## Aufgaben
Zu ihren Aufgaben gehört unter anderem der Betrieb eines Zulassungssystems für Medikamente vor deren Markteinführung und die Überwachung von bereits zugelassenen Medikamenten am Markt. Sie ist ferner für die Risikoüberwachung von Medizinprodukten zuständig.
Nach dem Brexit ist es die einzige im Vereinigten Königreich verantwortliche Behörde zur Überwachung im Markt der Medizinprodukte.